# Ligue majeure de baseball 2005
Navigation
2004 2006
La Ligue majeure de baseball 2005 est la 105e saison depuis le rapprochement entre la Ligue américaine et la Ligue nationale et la 130e saison de ligue majeure. 
Le coup d'envoi de la saison a lieu le 3 avril 2005 avec un match d'ouverture opposant le champion sortant, les Red Sox de Boston, aux Yankees de New York. 
Les White Sox de Chicago enlèvent leur premier titre depuis 1917 en s'imposant en Série mondiale face aux Astros de Houston. 
Les affluences enregistrent une deuxième saison consécutive de hausse en atteignant le niveau de 74 926 174 spectateurs payants en saison régulière.

## Saison régulière

### Événements
Le match d'ouverture oppose le 3 avril les Red Sox de Boston, aux Yankees de New York. Les Newyorkais s'imposent 9-2 à Boston. 

### Classement de la saison régulière
Légende : V : victoires, D : défaites, % : pourcentage de victoires, GB : games behind ou retard (en matchs) sur la première place.
| Ligue américaine (Division Est) | V  | D  | %    | GB   |
| Yankees de New York             | 95 | 67 | .586 | --   |
| Red Sox de Boston               | 95 | 67 | .586 | --   |
| Blue Jays de Toronto            | 80 | 82 | .494 | 15.0 |
| Orioles de Baltimore            | 74 | 88 | .457 | 21.0 |
| Devil Rays de Tampa Bay         | 67 | 95 | .414 | 28.0 |

| Ligue américaine (Division Centrale) | V  | D   | %    | GB   |
| White Sox de Chicago                 | 99 | 63  | .611 | --   |
| Indians de Cleveland                 | 93 | 69  | .574 | 6.0  |
| Twins du Minnesota                   | 83 | 79  | .512 | 16.0 |
| Tigers de Détroit                    | 71 | 91  | .438 | 28.0 |
| Royals de Kansas City                | 56 | 106 | .346 | 43.0 |

| Ligue américaine (Division Ouest) | V  | D  | %    | GB   |
| Angels de Los Angeles             | 95 | 67 | .586 | --   |
| Athletics d'Oakland               | 88 | 74 | .543 | 7.0  |
| Rangers du Texas                  | 79 | 83 | .488 | 16.0 |
| Mariners de Seattle               | 69 | 93 | .426 | 26.0 |

| Ligue nationale (Division Est) | V  | D  | %    | GB  |
| Braves d'Atlanta               | 90 | 72 | .556 | --  |
| Phillies de Philadelphie       | 88 | 74 | .543 | 2.0 |
| Marlins de la Floride          | 83 | 79 | .512 | 7.0 |
| Mets de New York               | 83 | 79 | .512 | 7.0 |
| Nationals de Washington        | 81 | 81 | .500 | 9.0 |

| Ligue nationale (Division Centrale) | V   | D  | %    | GB   |
| Cardinals de Saint-Louis            | 100 | 62 | .617 | --   |
| Astros de Houston                   | 89  | 73 | .549 | 11.0 |
| Brewers de Milwaukee                | 81  | 81 | .500 | 19.0 |
| Cubs de Chicago                     | 79  | 83 | .488 | 21.0 |
| Reds de Cincinnati                  | 73  | 89 | .451 | 27.0 |
| Pirates de Pittsburgh               | 67  | 95 | .414 | 33.0 |

| Ligue nationale (Division Ouest) | V  | D  | %    | GB   |
| Padres de San Diego              | 82 | 80 | .506 | --   |
| Diamondbacks de l'Arizona        | 77 | 85 | .475 | 5.0  |
| Giants de San Francisco          | 75 | 87 | .463 | 7.0  |
| Dodgers de Los Angeles           | 71 | 91 | .438 | 11.0 |
| Rockies du Colorado              | 67 | 95 | .414 | 15.0 |

### Statistiques individuelles

#### Au bâton
| Catégorie        | Ligue nationale       | Stat | Ligue américaine         | Stat |
| ---------------- | --------------------- | ---- | ------------------------ | ---- |
| Moyenne au bâton | Derrek Lee (Cubs)     | .335 | Michael Young (Rangers)  | .331 |
| Points produits  | Andruw Jones (Braves) | 128  | David Ortiz (Red Sox)    | 148  |
| Coups de circuit | Andruw Jones (Braves) | 51   | Alex Rodriguez (Yankees) | 48   |
| Bases volées     | José Reyes (Mets)     | 60   | Chone Figgins (Angels)   | 62   |

#### Lanceurs
| Catégorie                 | Ligue nationale            | Stat | Ligue américaine                                   | Stat |
| ------------------------- | -------------------------- | ---- | -------------------------------------------------- | ---- |
| Moyenne de points mérités | Roger Clemens (Astros)     | 1.87 | Kevin Millwood (Indians)                           | 2.86 |
| Victoires                 | Dontrelle Willis (Marlins) | 22   | Bartolo Colón (Angels)                             | 21   |
| Retraits sur prises       | Jake Peavy (Padres)        | 216  | Johan Santana (Twins)                              | 238  |
| Sauvetages                | Chad Cordero (Nationals)   | 47   | Francisco Rodríguez (Angels) Bob Wickman (Indians) | 45   |

## Séries éliminatoires
|  | Séries de divisions | Séries de divisions | Séries de divisions | Séries de divisions |   |           | Séries de championnat | Séries de championnat | Séries de championnat | Séries de championnat |  |  | Série mondiale | Série mondiale | Série mondiale | Série mondiale |
|  |                     |                     |                     |                     |   |           |                       |                       |                       |                       |  |  |                |                |                |                |
|  |                     |                     |                     |                     |   |           |                       |                       |                       |                       |  |  |                |                |                |                |
|  |                     |                     |                     |                     |   |           |                       |                       |                       |                       |  |  |                |                |                |                |
|  | 1                   | White Sox           | 3                   | 3                   |   |           |                       |                       |                       |                       |  |  |                |                |                |                |
|  | 1                   | White Sox           | 3                   | 3                   |   |           |                       |                       |                       |                       |  |  |                |                |                |                |
|  | 4                   | Red Sox             | 0                   | 0                   |   |           |                       |                       |                       |                       |  |  |                |                |                |                |
|  | 4                   | Red Sox             | 0                   | 0                   | 1 | White Sox | 4                     | 4                     |                       |                       |  |  |                |                |                |                |
|  | Ligue américaine    |                     |                     |                     | 1 | White Sox | 4                     | 4                     |                       |                       |  |  |                |                |                |                |
|  |                     |                     | 2                   | Angels              | 1 | 1         |                       |                       |                       |                       |  |  |                |                |                |                |
|  | 2                   | Angels              | 2                   | Angels              | 1 | 1         | 3                     | 3                     |                       |                       |  |  |                |                |                |                |
|  | 2                   | Angels              |                     |                     |   |           |                       | 3                     |                       |                       |  |  |                |                |                |                |
|  | 3                   | Yankees             | 2                   | 2                   |   |           |                       |                       |                       |                       |  |  |                |                |                |                |
|  | 3                   | Yankees             | 2                   | 2                   | 1 | White Sox | 4                     | 4                     |                       |                       |  |  |                |                |                |                |
|  |                     |                     |                     |                     | 1 | White Sox | 4                     | 4                     |                       |                       |  |  |                |                |                |                |
|  |                     |                     | 4                   | Astros              | 0 | 0         |                       |                       |                       |                       |  |  |                |                |                |                |
|  | 1                   | Cardinals           | 4                   | Astros              | 0 | 0         | 3                     | 3                     |                       |                       |  |  |                |                |                |                |
|  | 1                   | Cardinals           |                     |                     |   |           |                       |                       |                       |                       |  |  |                |                |                |                |
|  | 3                   | Padres              | 0                   | 0                   |   |           |                       |                       |                       |                       |  |  |                |                |                |                |
|  | 3                   | Padres              | 0                   | 0                   | 1 | Cardinals | 2                     | 2                     |                       |                       |  |  |                |                |                |                |
|  | Ligue nationale     |                     |                     |                     | 1 | Cardinals | 2                     | 2                     |                       |                       |  |  |                |                |                |                |
|  |                     |                     | 4                   | Astros              | 4 | 4         |                       |                       |                       |                       |  |  |                |                |                |                |
|  | 2                   | Braves              | 4                   | Astros              | 4 | 4         | 3                     | 3                     |                       |                       |  |  |                |                |                |                |
|  | 2                   | Braves              |                     |                     |   |           |                       | 3                     |                       |                       |  |  |                |                |                |                |
|  | 4                   | Astros              | 1                   | 1                   |   |           |                       |                       |                       |                       |  |  |                |                |                |                |
|  | 4                   | Astros              | 1                   | 1                   |   |           |                       |                       |                       |                       |  |  |                |                |                |                |
|  |                     |                     |                     |                     |   |           |                       |                       |                       |                       |  |  |                |                |                |                |

### Série mondiale
Les White Sox de Chicago s'imposent contre les Astros de Houston en quatre matches.
| Match | Date       | Recevant             | Visiteur             | Score      |
| ----- | ---------- | -------------------- | -------------------- | ---------- |
| 1     | 21 octobre | Astros de Houston    | White Sox de Chicago | 3 - 5      |
| 2     | 22 octobre | Astros de Houston    | White Sox de Chicago | 6 - 7      |
| 3     | 24 octobre | White Sox de Chicago | Astros de Houston    | 7 - 4 (14) |
| 4     | 26 octobre | White Sox de Chicago | Astros de Houston    | 1 - 0      |

## Honneurs individuels
| Recrue de l'année     | Ryan Howard (Phillies)      | Huston Street (Athletics) |
| Trophée Cy Young      | Chris Carpenter (Cardinals) | Bartolo Colón (Angels)    |
| Manager de l'année    | Bobby Cox (Braves)          | Ozzie Guillén (White Sox) |
| Meilleur joueur (MVP) | Albert Pujols (Cardinals)   | Alex Rodriguez (Yankees)  |